# Soboliwka (rejon winnicki)
Soboliwka (ukr. Соболівка) – wieś na Ukrainie, w obwodzie winnickim, w rejonie winnickim. W 2001 liczyła 402 mieszkańców, wśród których 393 wskazało jako język ojczysty ukraiński, 8 rosyjski, a 1 białoruski.